# Gedeckte Holzbrücke (Hennersdorf)
Die gedeckte Holzbrücke ist ein denkmalgeschütztes Objekt in Hennersdorf.
Der nach Plänen von Christian Friedrich Uhlig 1840 errichtete Bau weist ein über die gespannte Hängekonstruktion schiefergedecktes Walmdach auf. In den beiden außen verschalten Fachwerkwänden liegt in beiden Feldern je ein doppeltes Hängewerk von 16,5 Metern Spannweite. Die Streben und Hängesäulen bestehen aus je zwei Hölzern. Die drei Felder jedes doppelten Hängewerks sind zusätzlich durch je ein einfaches Hängewerk unterteilt.

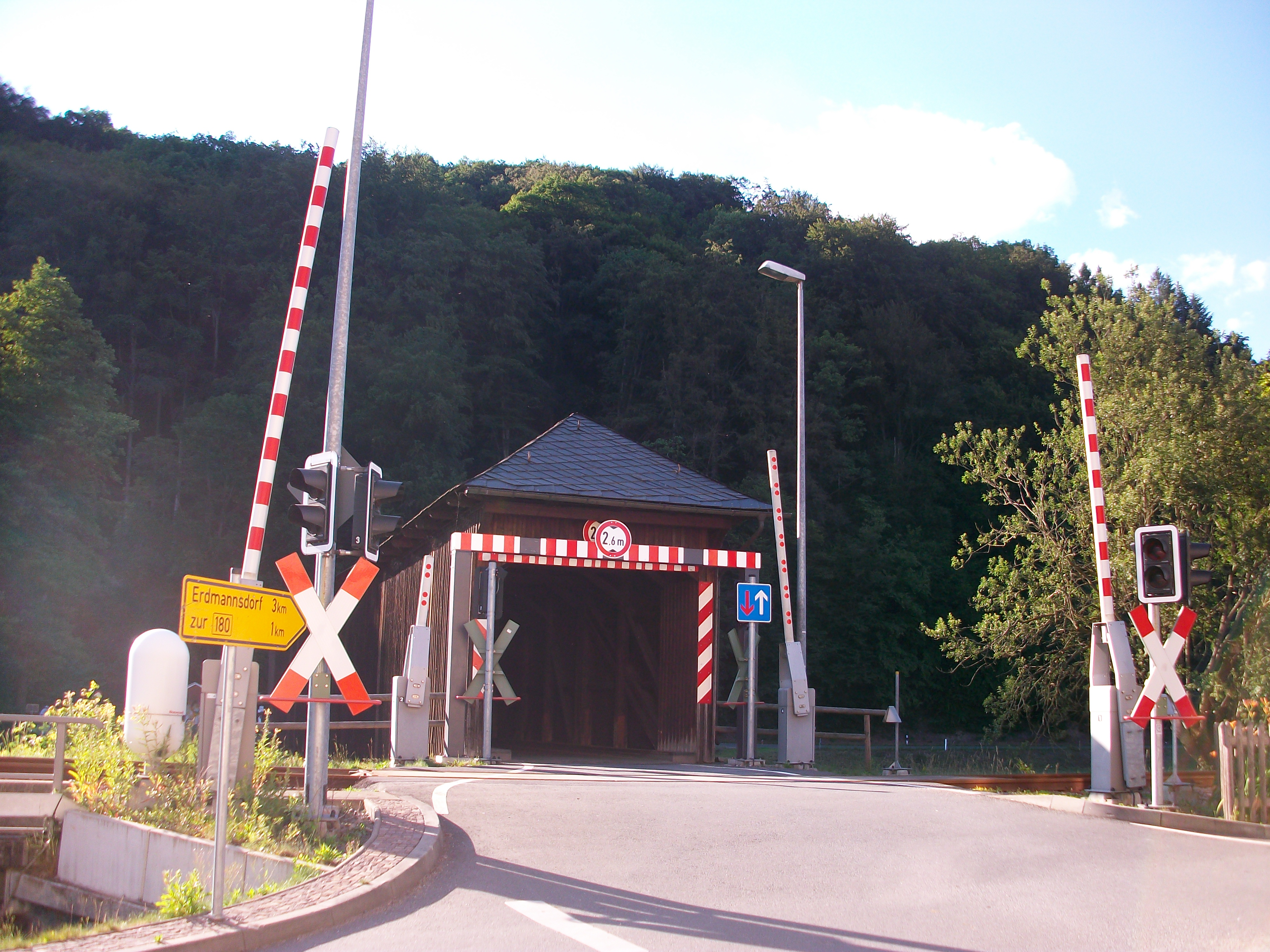
Hennersdorf, Bahnübergang bei Holzbrücke (2016)

Die etwa 36 Meter lange und 4 Meter breite Holzbrücke überspannt in zwei Feldern von 15 Metern lichter Weite etwa 4 Meter über dem Normalpegel die Zschopau. Auf der Ostseite kreuzt die Straße unmittelbar vor dem Brückenportal die Zschopautalbahn, so dass die Brücke zeitweilig durch beiderseitig angeordnete Bahnschranken geschlossen wird.
1971 wurde die Brücke restauriert und die Fahrbahn verstärkt. In der Forschung wird das bedeutende klassizistische Verkehrsdenkmal häufig mit der ähnlichen 1832 gebauten Brücke in Leubsdorf-Hohenfichte verglichen.